# Émaux à lustre métallique

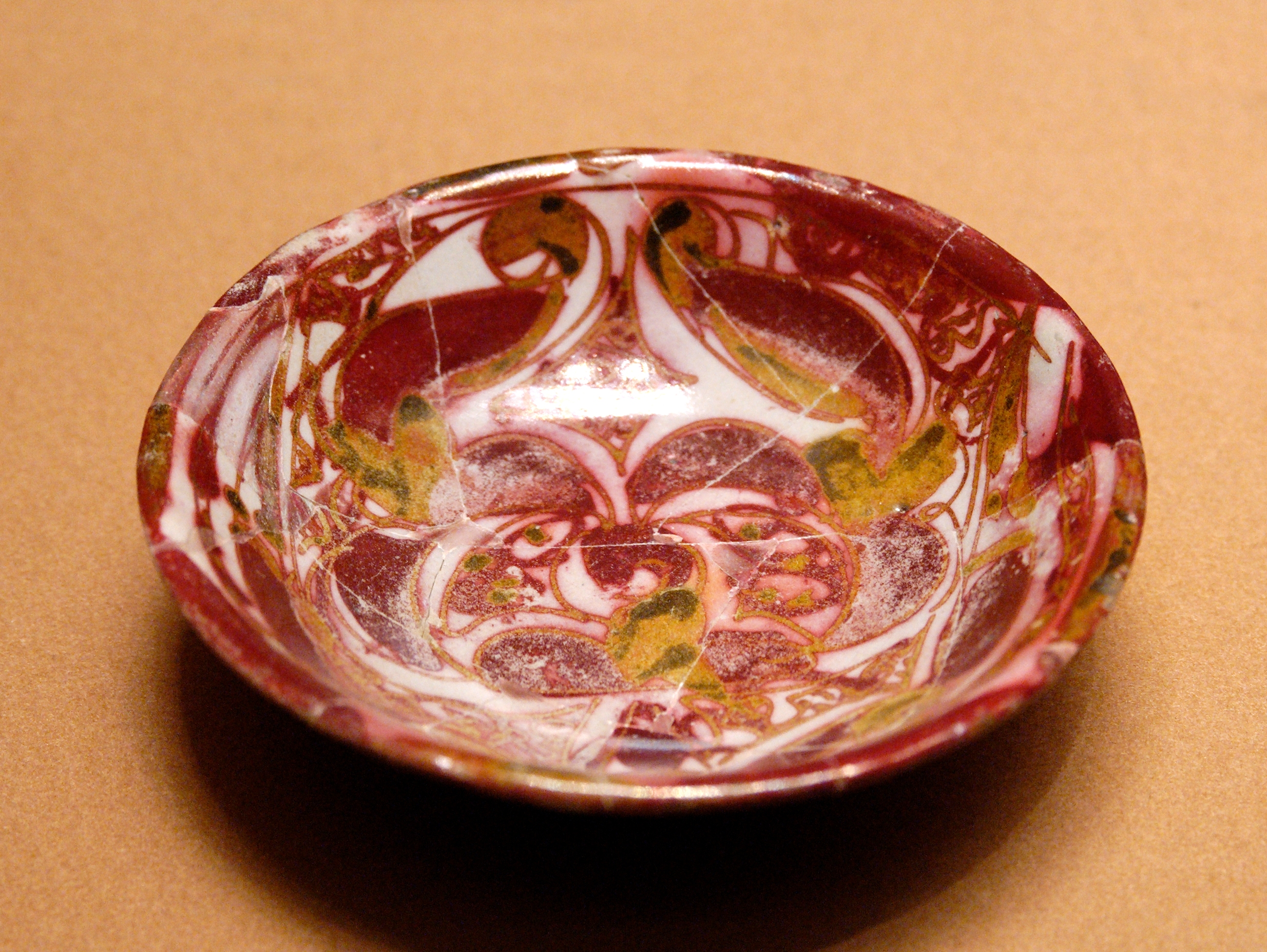
Iraq, IXe siècle, Coupelle, céramique argileuse à décor lustré polychrome sur glaçure opacifiée, Paris, musée du Louvre.

Les émaux à lustre métallique sont un type de glaçure à irisations obtenue en appliquant un émail contenant des particules métalliques sur un objet en verre mais surtout en céramique déjà vitrifié. Les effets subtils de lustre sont créés par la lumière reflétée par les particules métalliques en suspension dans l'émail. La cuisson de ces émaux est réalisée à une température inférieure à la cuisson initiale, dans un four à moufle, en atmosphère réductrice.

## Historique
Les glaçures à irisations apparaissent en Mésopotamie dès le IXe siècle avant de se diffuser en Perse et en Syrie. Elles font partie des innovations marquantes apportées par les potiers islamiques.
Ces techniques furent introduites en Europe par les potiers hispano-mauresques d'Al-Andalus en même temps que la technique de la faïence. Introduite en Italie au XVe siècle, cette dernière prit le nom de majolique (Majolique par la suite désigne une faïence). Les émaux à lustre métallique furent employés en 1518, sous l'appellation de lustro, par Giorgio Andreoli, devenu  citoyen de Gubbio en 1498. Ses réalisations se caractérisent par d'exceptionnels effets d'or et de carmin.

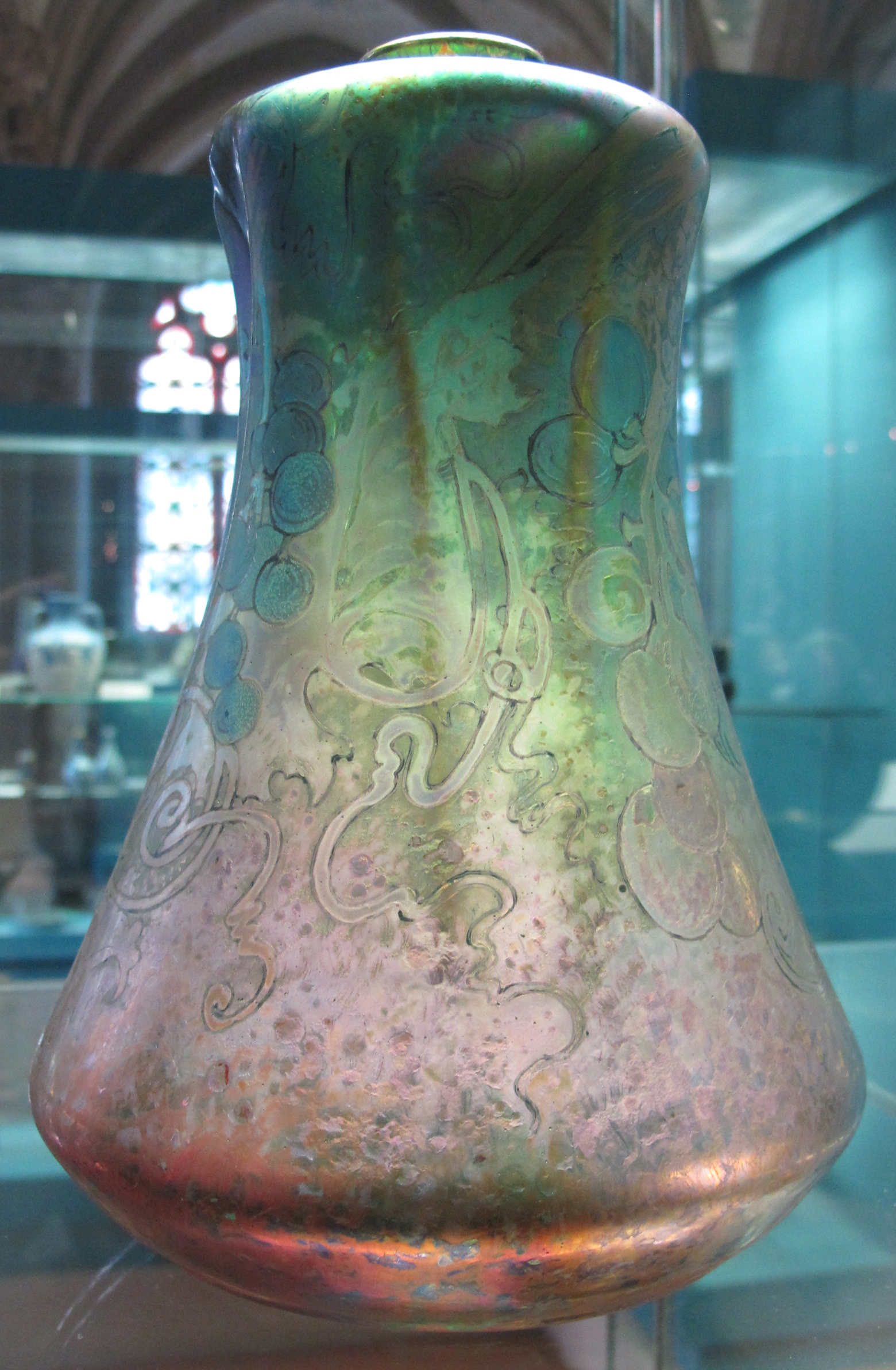
Clément Massier, Vase en grès à couverte irisée (vers 1900), Nuremberg, Germanisches Nationalmuseum.

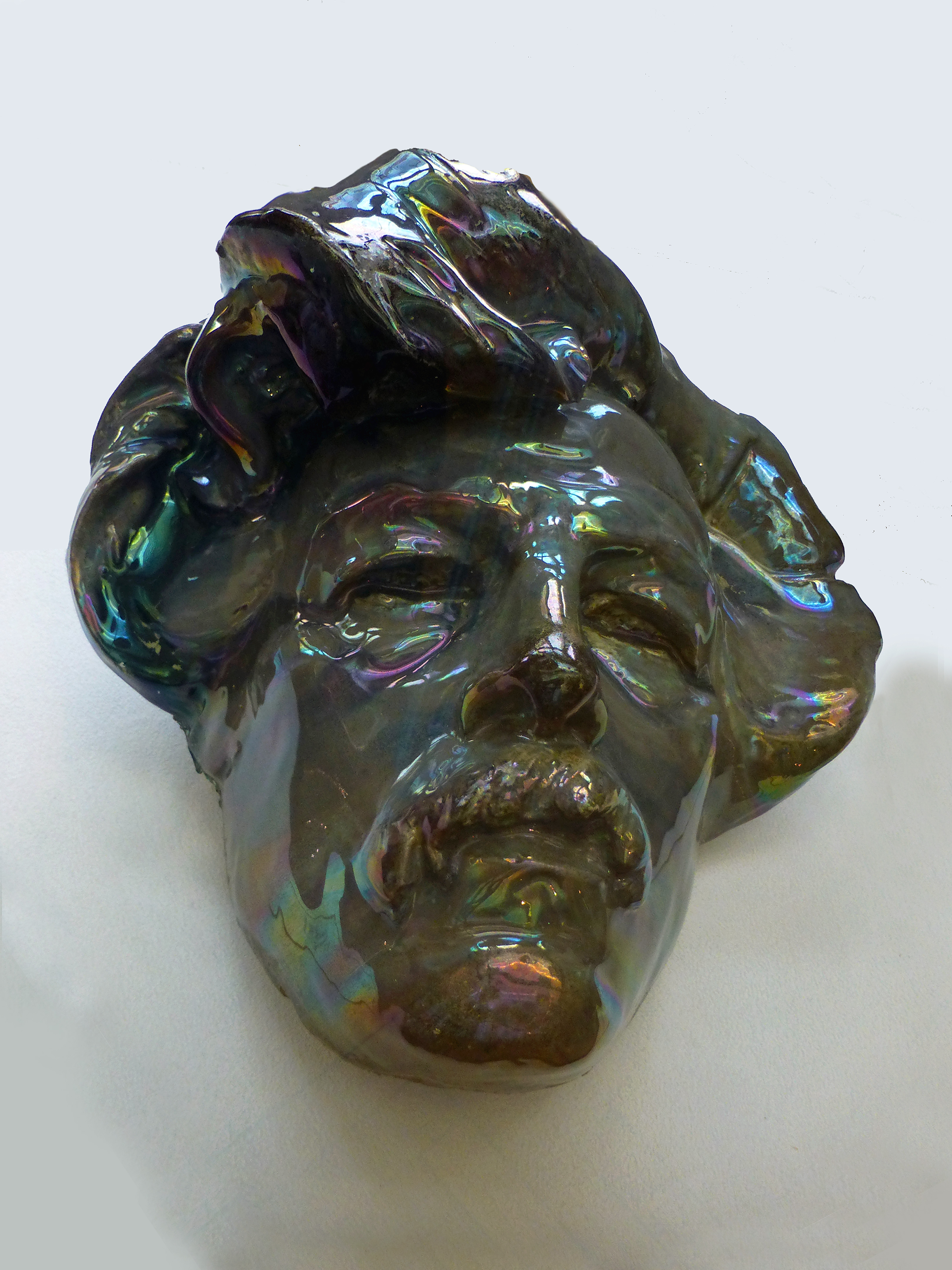
Léon Elchinger, Masque de Maurice Rollinat, d'après un carton de Jean-Désiré Ringel d'Illzach (XIXe siècle), musée historique de Haguenau.

Après une éclipse aux XVIIe – XVIIIe siècle, due au succès de la faïence de Delft et de la porcelaine, le lustre métallique revient à la mode au cours du XIXe siècle avec l'engouement du public pour les grès. Des céramistes comme Alphonse Cytère, Clément Massier, associé au peintre Lucien Lévy-Dhurmer, acquièrent une grande renommée dans la maîtrise des reflets irisés. Au XXe siècle, elle a été utilisée par de nombreux céramistes dont le britannique Simon Wildsmith.

## Techniques et procédés
Les émaux à lustre primitifs étaient un mélange de sels d'argent ou de cuivre broyés et mêlés à de l'argile fine additionnée de vinaigre. Cette solution, étendue sur une surface préalablement glaçurée, cuisait entre 720 et 790 °C. L'atmosphère réductrice de la cuisson conservait les particules brillantes du métal, alors qu'une cuisson oxydante les aurait rendues mates. La fine couche d'argile qui avait servi de véhicule à la poudre  métallique était retirée en fin de cuisson par un simple polissage des pièces.
|  |  |